# Capanema (Paraná)
Capanema é um município brasileiro localizado no Sudoeste Paranaense. De acordo com a estimativa do IBGE de 2022, possui 20.481 habitantes. Está situado na fronteira entre o Brasil e a Argentina.

## Etimologia
O município recebeu este nome em homenagem ao engenheiro Guilherme Schüch, o barão de Capanema, político que atuou na divergência entre Brasil e Argentina na Questão de Palmas. 

## História
Em 5 de fevereiro de 1885, por mediação do presidente Stephen Grover Cleveland dos Estados Unidos, a região de conflito entre a Argentina e o Brasil, que perfaz o Sudoeste do Paraná e Oeste de Santa Catarina, passou a pertencer definitivamente ao território brasileiro.
A partir do início do Século XX, os mapas já incluíam a localidade. Essa surgiu a partir de correntes migratórias, predominantemente de origens alemã e italiana, advindas do Rio Grande do Sul e Santa Catarina para o sudoeste paranaense. Naquela época, companhias de colonização vendiam terras sem controle, originando conflitos intensos pela posse das terras.
Sem passar pela categoria de distrito, a localidade foi elevada à condição de município (e respectivo distrito-sede) e batizada de Capanema por força do decreto-lei estadual n.º 790, de 14 de novembro de 1951, desmembrando-a de Clevelândia. A instalação oficial ocorreu no dia 14 de dezembro de 1952.
Em 1957, ocorreu a Revolta dos Posseiros, que é considerada um caso de reforma agrária no sudoeste do Paraná, que teve profundos efeitos na estrutura fundiária do município.

## Geografia

### Hidrografia
O limite norte do município, a partir do qual se inicia o oeste paranaense, é dado pelo Rio Iguaçu. Nesse ponto de seu curso localiza-se a Usina Hidrelétrica de Baixo Iguaçu, a última e mais nova de todas as hidrelétricas que represam o rio.

### Localização
Localiza-se a uma latitude 25º40'19" sul e a uma longitude 53º48'32" oeste, estando a uma altitude de 368 metros. Está situado na fronteira do Brasil com a Argentina, estando separado dela pelo Rio Santo Antônio.

### Subdivisões:
Compõem o município, além da sede, três distritos: Cristo Rei, Pinheiro e São Luiz.

## Economia
O melado é um dos principais agentes econômicos da cidade. O município conta com cooperativas e industrias que produzem 400 toneladas por ano, gerando 200 empregos diretos (conforme dados de 2020). Em 2019, o Instituto Nacional da Propriedade Industrial (INPI) concedeu a indicação geográfica (IG é a identificação que dá origem a um produto ou serviço), o que permite o reconhecimento único no mercado para o melado produzido na região, favorecendo assim, a sua exportação com certificação de qualidade.

### Turismo
Associado ao principal fator econômico do município, Capanema realizada a "Feira do Melado", uma exposição e feira agropecuária, industrial e comercial que ocorre bi-anualmente para divulgar o produto. Normalmente a feira ocorre no segundo semestre, entre agosto e setembro, no "Parque de Exposições Armandio Guerra".

## Infraestrutura

### Transporte
O município está servido apenas por rodovias, sendo a principal delas a BR-163, de jurisdição federal, que corta liga o município a Planalto e Pérola d'Oeste, no sentido sul, e a Capitão Leônidas Marques, no sentido norte. Também corta o município, no sentido latitudinal, a PR-281, que o liga a Argentina, através da Ponte Internacional sobre o Rio Santo Antônio, no sentido oeste, e a Realeza, no sentido leste. Entre em 1950 e 2001, o município possuía uma ligação direta com Medianeira, através da Estrada do Colono (PR-475), que foi fechada por motivos ambientais.